# Hybridella
Hybridella es un género monotípico de arbusto erecto de la familia de las asteráceas. Su única especie: Hybridella globosa, es originaria de México.

## Descripción
Es una hierba perennifolia, más o menos erecta que alcanza un tamaño de hasta de 60 cm de alto.
El tallo estriado, con pelos largos y a veces erectos y también con pequeños pelos glandulares. Las hojas son alternas, pecioladas, más o menos oblanceoladas en contorno general, finamente 3 o 4 veces divididas (es decir que se dividen en segmentos, que a su vez se dividen, y así en 3 o 4 ocasiones) en segmentos lineares a lanceolados, de menos de 1 mm de ancho, cubiertas de pelos largos y a veces erectos y también con pequeños pelos glandulares; las hojas inferiores de hasta 20 cm de largo, las superiores paulatinamente más pequeñas. La inflorescencias están compuestas de grupos de pocas cabezuelas (raramente las cabezuelas solitarias) sobre pedúnculos de hasta 20 cm de largo, ubicadas en la punta de los tallos. La cabezuela es una inflorescencia formada por pequeñas flores sésiles dispuestas sobre un receptáculo cónico a hemisférico, provisto en su superficie de brácteas (páleas) lineares de hasta 4 mm de largo; el conjunto de flores está rodeado por fuera por aproximadamente 15 brácteas que constituyen el involucro, éste es hemisférico, las brácteas son más o menos de igual tamaño, o bien las exteriores un poco más largas, lanceoladas a oblanceoladas, a veces ovadas, con pelos erguidos sobre la cara externa. Flores liguladas: 20 a 40, femeninas, fértiles, ubicadas en la periferia de la cabezuela; la corola es un tubo en la base y a manera de cinta hacia el ápice, semejando un pétalo de una flor sencilla, su forma es oblonga a linear-oblonga, con el ápice 2-lobado, mide de 5 a 13 mm de largo, es de color amarillo o anaranjado. Flores del disco: 200 a 300, hermafroditas, ubicadas en la parte central; la corola es un tubo (cubierto de pelillos glandulares) que hacia el ápice se ensancha (“garganta”) y se divide en 5 lóbulos, de color amarillo y mide de 2.5 a 3 mm de largo; los estambres alternos con los lóbulos de la corola, sus filamentos libres e insertos sobre el tubo de la corola, las anteras soldadas entre sí formando un tubo alrededor del estilo, y con sus bases obtusas; el ovario ínfero. El fruto es seco y no se abre (indehiscente), contiene una sola semilla, se le conoce como aquenio (o cipsela), es cuneado, de aproximadamente 2 mm de largo, sin pelillos, sin vilano; los aquenios de las flores liguladas son 3-angulados mientras que los de las flores del disco son 4-angulados.

## Distribución
Se ha registrado en Aguascalientes, Distrito Federal, Durango, Guanajuato, Hidalgo, Jalisco, Querétaro, San Luis Potosí, Tlaxcala y Zacatecas.

## Características
Es aromática al estrujarse.

## Taxonomía
Hybridella globosa fue descrita por (Ortega) Cass. y publicado en Dictionnaire des Sciences Naturelles [Second edition] 22: 86. 1821.
Sinonimia
- Acmella globosa (Ortega) Spreng.
- Anthemis globosa Ortega
- Chiliophyllum globosum (Ortega) DC.
- Zaluzania globosa (Ortega) Sch.Bip[5]